# Кожушко Олег Олександрович
Олег Олександрович Кожушко (нар. 17 лютого 1998, Миколаїв, Україна) — український футболіст, нападник футбольного клубу «Буковина».

## Клубна кар'єра
Олег Кожушко народився 17 лютого 1998 року в Миколаєві. У ДЮФЛ виступав із 2010 по 2012 рік у складі миколаївського «Торпедо», перший тренер — Іван Дзяба. У 2012 році на дитячому футбольному турнірі в Нікополі його помітили представники дніпропетровського «Дніпра». Отож, із 2012 по 2015 рік Олег виступав у молодіжній команді дніпропетровців під керівництвом Ігоря Хоменка.
У 2015 році Олег Кожушко підписав професіональний контракт із дніпропетровським «Дніпром», але спочатку виступав за резервну команду. 15 травня 2016 року Олег дебютував у матчах Прем'єр-ліги, вийшовши в основному складі «дніпровців» проти донецького «Олімпіка».
У сезоні 2017/18 розпочав грати за щойно створений СК «Дніпро-1», який виступав у Другій лізі, здобувши срібні нагороди турніру і отримавши право виступати в Першій лізі. Через рік виграв із дніпрянами золоті нагороди Першої ліги України, вийшовши таким чином із командою до еліти українського футболу. Проте наступний сезон на правах орендної угоди провів у складі прем'єр-лігового «Колоса» (Ковалівка).
У вересні 2020 року гравець увійшов до складу одеського «Чорноморця». На початку 2021 року вирушив до Вірменії, де виступав за столичний клуб «Пюнік».
Влітку 2021 року прибув на перегляд до «Олександрії». На тренувальних зборах відзначився по одному голу в поєдинках проти «Інгульця» та луганської «Зорі». 27 червня 2021 року уклав договір з «Олександрією», який через рік продовжив до середини 2024 року.
Проте в липні 2023 року підписав двох річний контракт із клубом «Кривбас». В складі якого став найкращим бомбардиром команди в сезоні 2023/24, в якому клуб здобув бронзові медалі чемпіонату України. У наступному сезоні нападник у складі «червоно-білих» дебютував у єврокубках (провів по 2 матчі у кваліфікації Ліги Європи та Ліги Конференцій).
У березні 2025 року підписав контракт із чернівецьким футбольним клубом «Буковина», за який дебютував 1 квітня того ж року в переможному (2:1) матчі 1/4 фіналу кубка України проти сумської «Вікторії».

## Кар'єра в збірній
Протягом 2014—2017 років викликався до юнацьких збірних України U-16, U-17, U-18 та U-19, у складі яких провів 31 поєдинок та відзначився 3 голами.
У листопаді 2018 року викликався до складу молодіжної збірної України, проте на той час у складі української «молодіжки» так і не зіграв. Дебют відбувся вже у червні 2019 у матчі проти однолітків із Кіпру, у тому ж поєдинку відзначився і дебютним голом. Також у період 2019 року взяв участь ще у трьох матчах: проти однолітків із Ізраїлю, Мальти та Греції.

## Досягнення
- Прем'єр-ліга України:
  -  Бронзовий призер (1): 2023/24
- Кубок України:
  -  Півфіналіст (4): 2016/17, 2017/18, 2018/19, 2024/25
- Перша ліга України:
  -  Переможець (1): 2018/19
  -  Срібний призер (1): 2020/21 (1-а ч. с.)
- Друга ліга України:
  -  Срібний призер (1): 2017/18

## Цікаві факти
- 20 квітня 2024 року у переможній грі «Кривбасу» проти «Чорноморця» (2:1) Олег провів ювілейний 100-й матч в Українській Прем'єр-лізі[9].
- 9 грудня 2023 року у нічийному поєдинку «Кривбасу» проти «Зорі» (2:2) Олег забив ювілейний 10-ий гол в Українській Прем'єр-лізі.